# Líbano (Costa Rica)
Líbano è un distretto della Costa Rica facente parte del cantone di Tilarán, nella provincia di Guanacaste.